# Żabieniec (Ermland-Mazurië)
Żabieniec (Duits: Probergswerder) is een dorp in het Poolse woiwodschap Ermland-Mazurië, in het district Mrągowski. De plaats maakt deel uit van de gemeente Piecki in het noorden van Polen. Het dorp maakte tot voor het einde van de Tweede Wereldoorlog uit van Oost-Pruisen.